# Cyclopharynx
Genre
Cyclopharynx est un genre de poisson Cichlidae de la rivière Fwa (Congo). 

## Liste des espèces
Selon FishBase (1 Fev. 2016) :
- Cyclopharynx fwae Poll, 1948
- Cyclopharynx schwetzi (Poll, 1948)